# Fatiha Aitowa
Fatiha Abdulwalijewna Aitowa (tatar. Фатиха Габделвәли кызы Аитова (Яушева), ros. Фатиха Абдулвалиевна Аитова) (ur. 1866 w Troicku, zm. 1942 w Kazaniu) – tatarska filantropka i edukatorka.

## Życiorys
Urodziła się w rodzinie tatarskiego kupca Abdulwalego Jauszewa. Rodzina Jauszewów wspierała ruch Dżadidyzmu, którego celem była odnowa nauczania w tatarskich szkołach muzułmańskich.
W 1887 poślubiła milionera Sulejmana Aitowa – przedsiębiorcę i działacza społecznego.
W 1897, ze swoich własnych środków, uruchomiła w Kazaniu szkołę dla dziewcząt z biednych rodzin. Początkowo w szkole uczono rękodzieła. W 1899 rozszerzono program do czterech pełnych klas.
W 1906, po śmierci ojca, otrzymała duży spadek, który postanowiła spożytkować na stworzenie nowej szkoły żeńskiej. 16 sierpnia 1909 zwróciła się do dyrektora szkół publicznych w Kazaniu z prośbą o możliwość otwarcia „żeńskiej szkoły religijnej dla tatarskich dziewcząt wyznania muzułmańskiego, w której nauczano by języka rosyjskiego zgodnie z programem szkoły podstawowej”. Uzyskała zgodę władz i szkołę otwarto 27 sierpnia 1909. W pierwszym roku do szkoły uczęszczało 85 uczennic, a w późniejszych latach ich liczba rosła. Przyjmowano również uczennice spoza Kazania. W latach 1913–1914 szkoła miała 5 klas i 220 uczennic. Tylko niewielka część kosztów była pokrywana przez rodziców. W 1910 Rada Miejska Kazania dofinansowała szkołę kwotą 600 rubli. Na potrzeby szkoły zbudowano dwupiętrowy budynek. Wprowadzono także szkolne mundurki: brązową sukienkę, czarno-białe fartuchy, biały szal z różową lamówką.
Fatiha z mężem podróżowali przez 3 lata po Europie analizując pracę gimnazjów w Austro-Węgrzech (Pradze i Wiedniu) i Berlinie w Niemczech.
Po kilku nieudanych próbach, w 1916, ostatecznie udało się uzyskać zezwolenie na przekształcenie szkoły w prywatne gimnazjum. W pierwszym roku działania przyjęto 230 uczennic. Przy szkole uruchomiono internat dla uczniów z ubogich rodzin i gości. W gimnazjum Aitowa nauczała doktryny religijnej, języka rosyjskiego, historii powszechnej i narodowej, geografii ogólnej i Rosji, matematyki, algebry, fizyki, nauk przyrodniczych, anatomii, fizjologii, higieny, pedagogiki, kaligrafii rosyjskiej i tatarskiej, rysunku i rękodzieła. Lekcje odbywały się również w językach obcych: arabskim, niemieckim, angielskim, francuskim i perskim.
24 kwietnia 1917 Fatiha uczestniczyła w pierwszym Wszechrosyjskim Kongresie Muzułmanek, który odbył się w Kazaniu. W zjeździe wzięło udział 60 kobiet, z których każda wniosła swój wkład w rozwój rosyjskiej Ummy – społeczności islamskiej.
Po rewolucji październikowej gimnazjum i reszta majątku jego fundatorki zostały upaństwowione. Szkołę przekształcono w liceum tatarskie. Pomimo wstawiennictwa Icchaka Rachmatulina, narodowego komisarza oświaty Tatarskiej Autonomicznej Socjalistycznej Republiki Radzieckiej, i jego pism wysyłanych do Moskwy, Fatisze nie przyznano renty, co spowodowało, że pozostała bez środków do życia.
W czasie wojny domowej ewakuowano ją do Omska, a następnie do Baku. Później mieszkała w Moskwie pod opieką syna Jakuba. Po ataku Niemiec na ZSRR znalazła się ponownie w Kazaniu pod opieką synowej. Ostatnie 16 miesięcy spędziła leżąc w pościeli na zwykłej skrzyni.
Pochowano ją na cmentarzu tatarskim w Kazaniu.